# Cratogeomys neglectus
Cratogeomys neglectus är en däggdjursart som först beskrevs av Clinton Hart Merriam 1902.  Cratogeomys neglectus ingår i släktet Cratogeomys och familjen kindpåsråttor. Inga underarter finns listade i Catalogue of Life.
Denna gnagare är bara känd från en 2900 meter hög bergstrakt i delstaten Querétaro Arteaga i centrala Mexiko. Arten godkänns inte av IUCN. Populationen infogas istället i Cratogeomys fumosus.